# Temari (juguete)

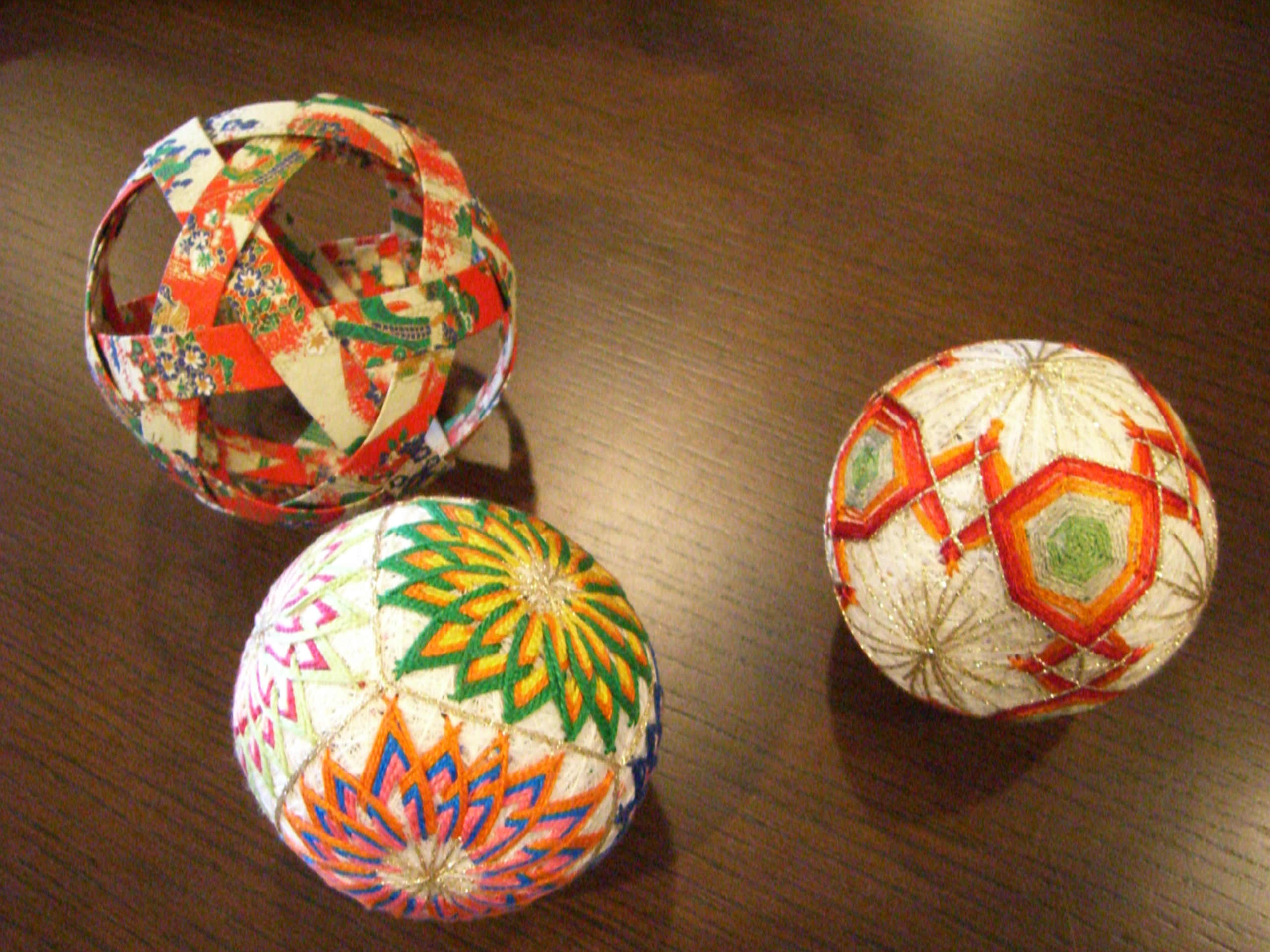
Tres pelotas temari con decoraciones diferentes.

La pelotas temari (手まり?) son una forma de arte popular y de manualidades japonesas que se originaron en China y fueron introducidas en Japón alrededor del siglo VII d. C. Su nombre en japonés significa "pelota de mano". Las pelotas hechas de bordado son utilizadas a veces en balonmano.

## Origen
Históricamente, las temari estaban construidas de restos de viejos kimonos. Las piezas de tejido de seda se amontonaban hasta formar una pelota, y luego se envolvería con cintas de tela. Tiempo después, cuando las temari dejaron de utilizarse como pelotas infantiles, con la llegada del caucho, estas se convirtieron en manifestaciones de arte. Los bordados se comenzaron a hacer más decorativos y detallados, hasta ser intrincados. Pese a que ya no eran juguetes, las madres seguían haciéndolas para sus hijos. Las temari se convirtieron en un arte y oficio de la clase alta y aristocrática japonesa, y las mujeres nobles competían para ver quién las hacía más bonitas.

## Tradición

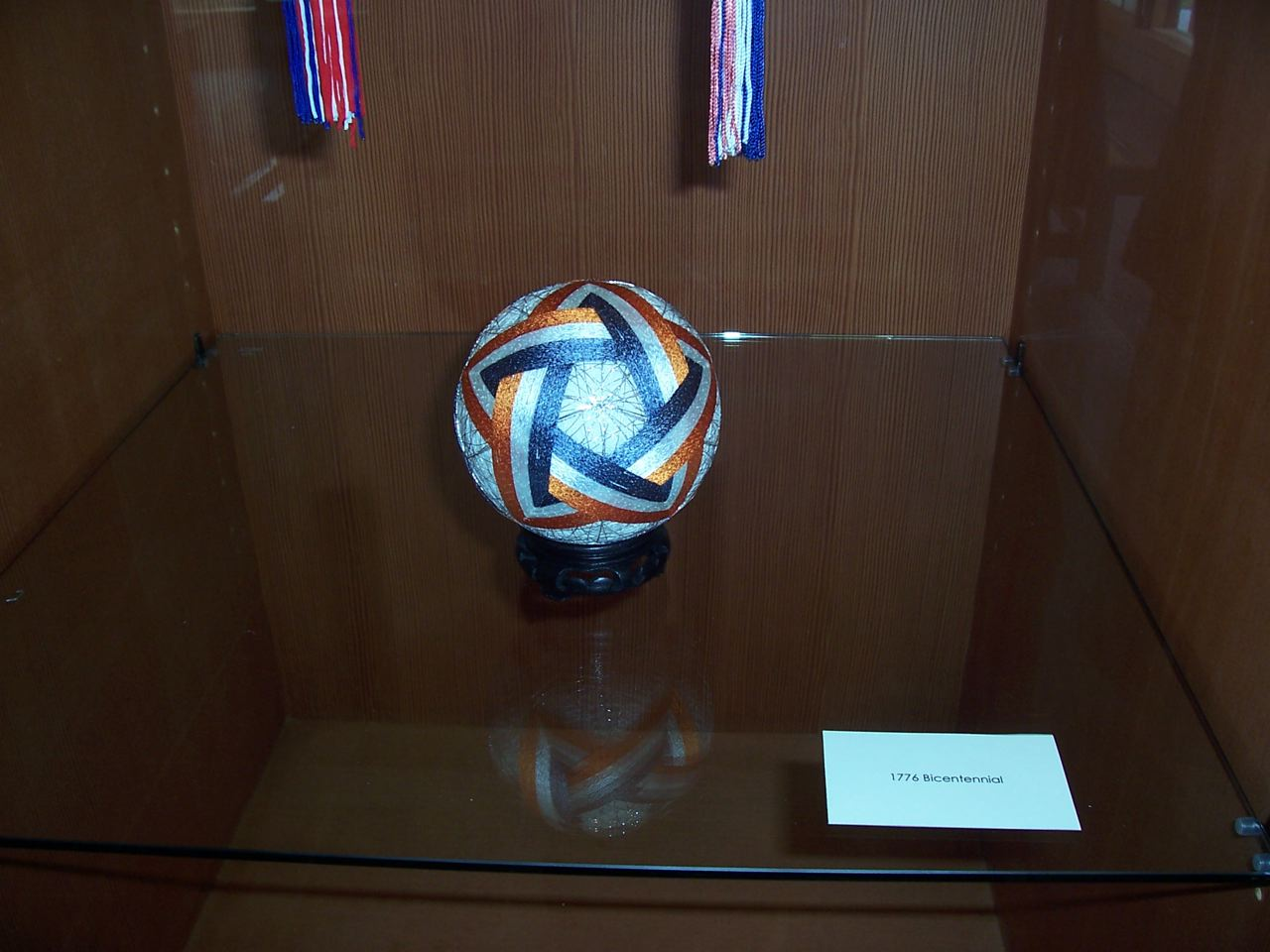
Temari americana bicentenaria.

Las temari son regalos muy valorados que simbolizan una amistad profunda y lealtad. Los colores brillantes y los hilos también representan que la bola está llena de una vida brillante y feliz. Tradicionalmente, convertirse en artesano en Japón siempre ha sido un tedioso proceso. Convertirse en un artista de temari en Japón hoy requiere una formación específica, y requiere pasar por pruebas para convertirse en uno.
Tradicionalmente, las temari eran un regalo común para los niños en Año Nuevo. Entre las telas, la madre solía colocar una hoja de papel pequeña con un deseo para su niño. El niño nunca sabría qué deseo habría escrito la madre.
Algunas pelotas tenían sonajeros hechos de granos de arroz o campanas para hacerlas más divertidas. Se dice que estas pelotas estaban tan firmemente envueltas que botaban.
También reciben el nombre de "gotenmari".

## Principios de construcción
Todas las temari están hechas siguiendo un método concreto de construcción que implica dividir el mari en un número de secciones a través del uso de alfileres temporales e hilos permanentes. Hay tres "divisiones estándares" reconocidas: la división sencilla (tanjyun toubun), la división de 8 combinaciones (hattitobun no kumiawase), y la división de 10 combinaciones (jyuttoubu no kumiawase).